# 祁答院町下手
祁答院町下手（けどういんちょうしもで）は、鹿児島県薩摩川内市の大字。旧薩摩国伊佐郡大村郷下手村、南伊佐郡大村大字下手、薩摩郡祁答院町大字下手。郵便番号は895-1501。人口は909人、世帯数は430世帯（2020年10月1日現在）。

## 地理
薩摩川内市の東部、川内川支流久富木川の中流域に位置している 。2004年の市町村合併以前は祁答院町役場が所在していたため、旧祁答院町の中心地となっており、現在も祁答院地域の中心地となっている。四方を山に囲まれており、盆地状の地形を形成している。
字域の北方はさつま町広瀬、田原、南方は祁答院町藺牟田、西方はさつま町久富木、東方は祁答院町上手に接している。
字域の中央を鹿児島県道51号宮之城加治木線が南北に通っており、祁答院市街地の南方から西方に向けて鹿児島県道333号川内祁答院線が分岐しており、中央部では東方に向けて鹿児島県道391号下手山田帖佐線が分岐している。市街地の北方で鹿児島県道406号宮之城祁答院線が分岐し県道51号が進路を北東に変える。
中央部には薩摩川内市役所祁答院支所、薩摩川内市立祁答院中学校、薩摩川内市立大軣小学校、薩摩川内市立祁答院幼稚園が所在している。

### 河川
- 川内川水系久富木川

## 歴史

### 成立から町村制施行まで
下手という地名は江戸期より見え、薩摩国伊佐郡大村郷（外城）のうちであった。江戸初期には上手村（現在の祁答院町上手）と共に、大村とされている資料もあり、「天保郷帳」では大村となっている。村高は「旧高旧領」では1,922石余であった。
大村城下に大村郷の地頭仮屋が置かれ、その周囲には麓が形成されており、麓の西部にある街道沿いには野町が形成されていた。

### 町村制施行以後
1889年（明治22年）に町村制が施行されたのに伴い、大村郷の区域より大村が成立し、江戸期の下手村は大村の大字「下手」となった。1955年（昭和30年）には大村、黒木村、藺牟田村が新設合併し祁答院町となった。
2004年（平成16年）に祁答院町が川内市、東郷町、入来町、樋脇町、里村、上甑村、下甑村、鹿島村と共に新設合併し薩摩川内市の大字「祁答院町下手」となった。

## 人口
以下の表は国勢調査による小地域集計が開始された1995年以降の人口の推移である。
| 年                 | 人口  |
| ------------------ | ----- |
| 1995年（平成7年）  | 1,520 |
| 2000年（平成12年） | 1,431 |
| 2005年（平成17年） | 1,368 |
| 2010年（平成22年） | 1,228 |
| 2015年（平成27年） | 1,065 |
| 2020年（令和2年）  | 909   |

## 施設

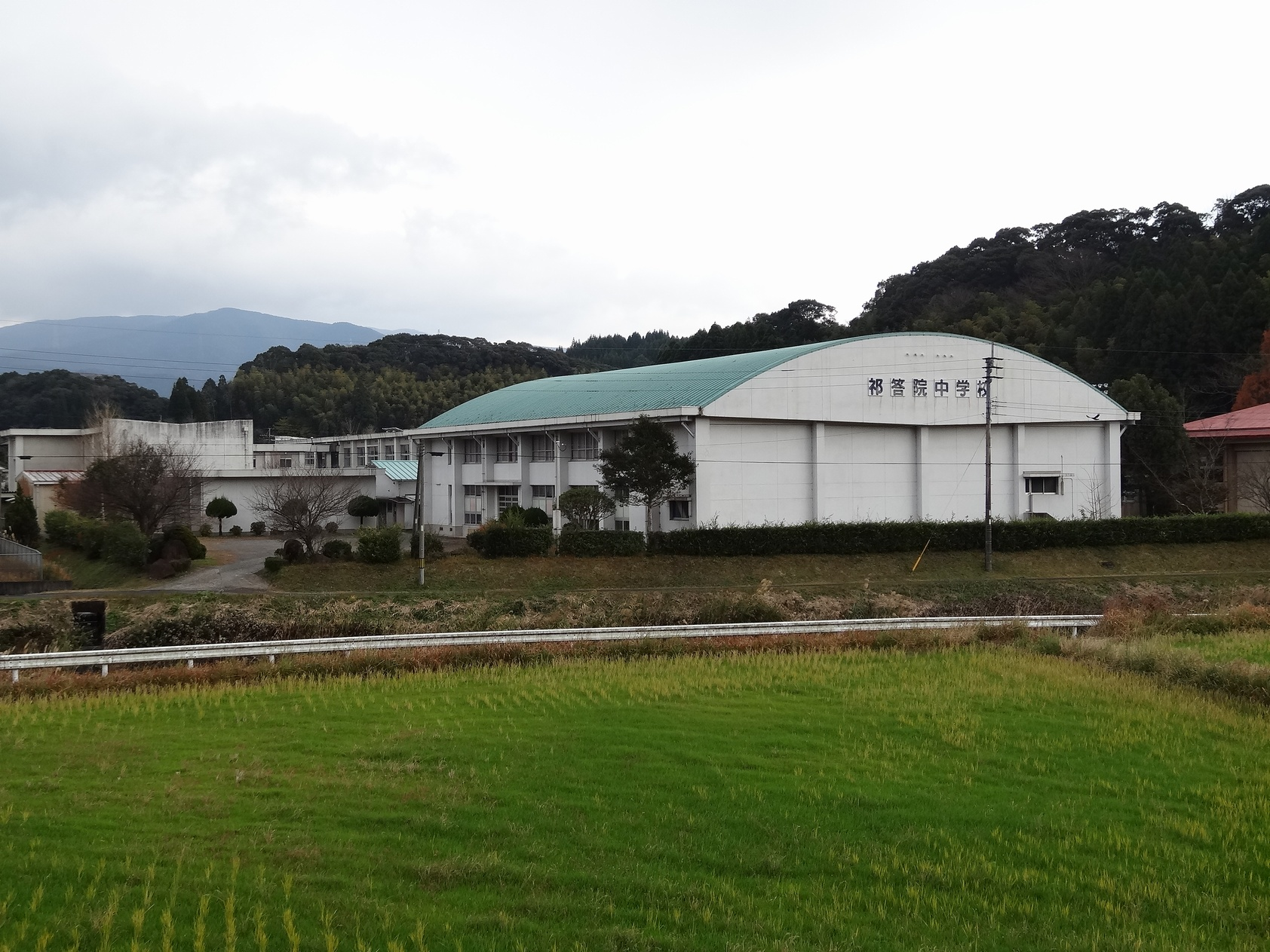
薩摩川内市立祁答院中学校

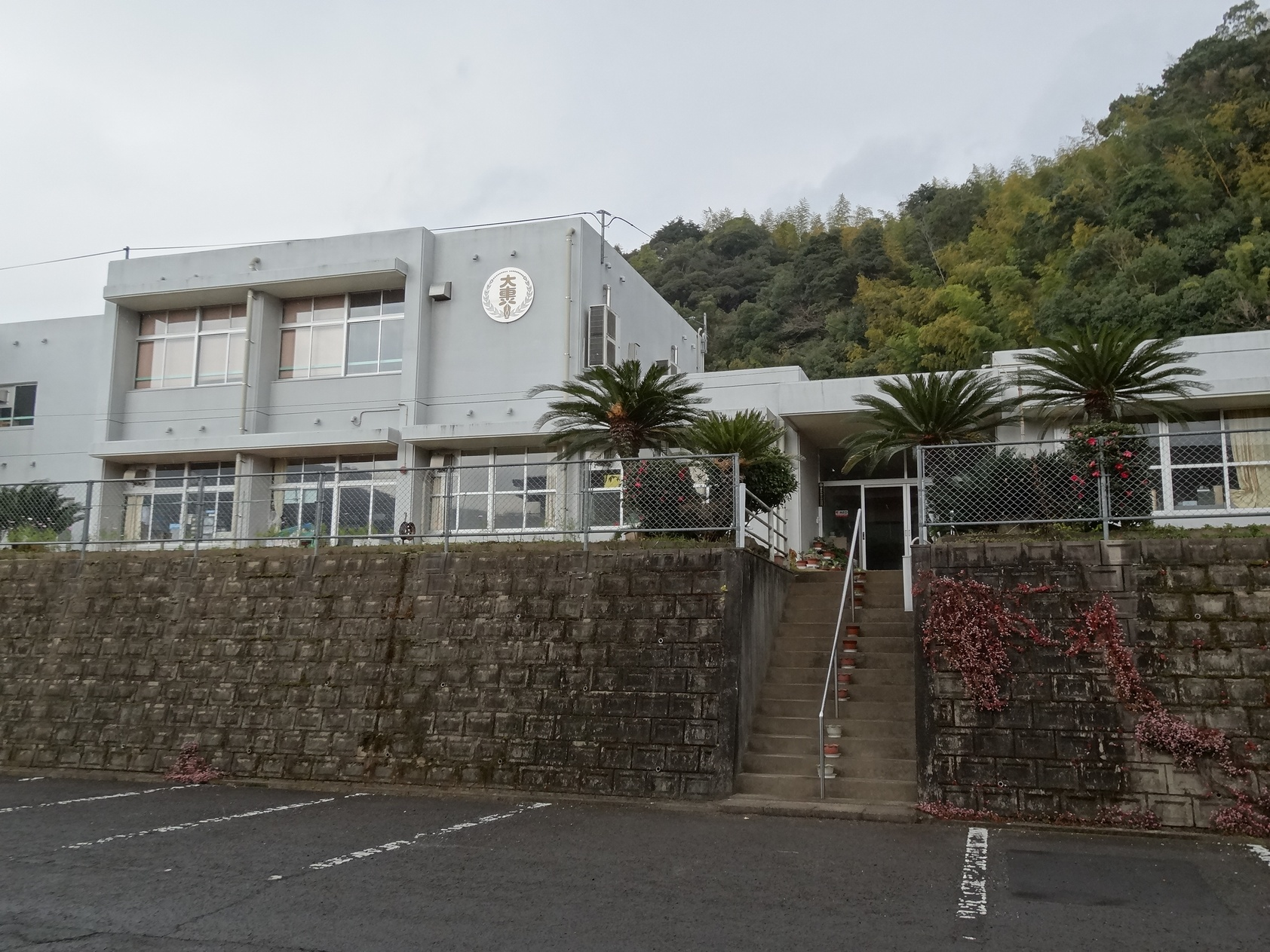
薩摩川内市立大軣小学校

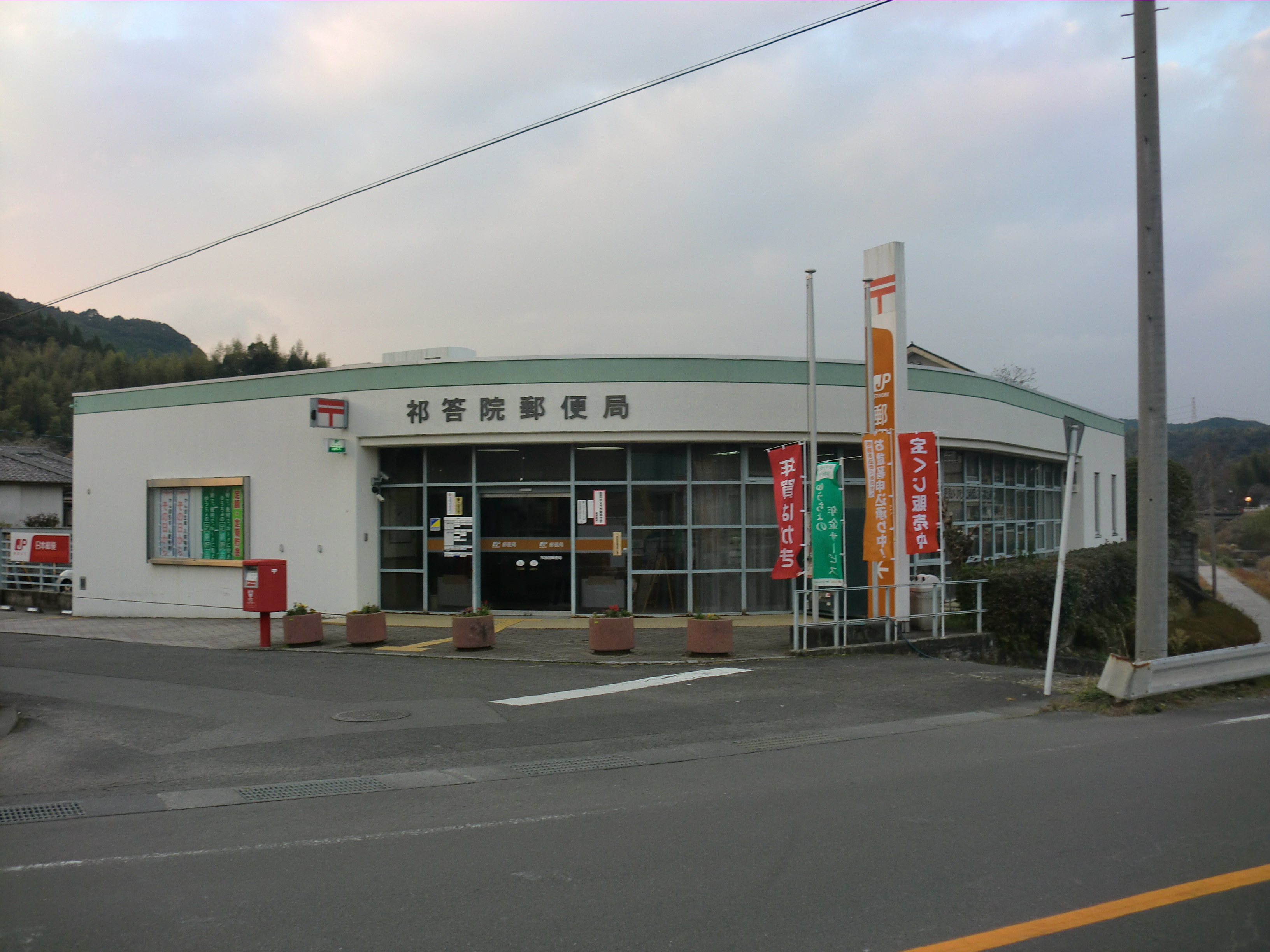
祁答院郵便局

### 公共
- 薩摩川内市役所祁答院支所
- 薩摩川内市消防局東部祁答院分署
- 薩摩川内市祁答院公民館
- 薩摩川内市立図書館祁答院分館（祁答院公民館 内）
- 薩摩川内市祁答院体育館

### 教育
- 薩摩川内市立祁答院中学校
- 薩摩川内市立大軣小学校
- 薩摩川内市立祁答院幼稚園
- 大村保育園

### 郵便局
- 祁答院郵便局

### 寺社
- 南方神社
- 永福寺
- 妙見神社

## 小・中学校の学区
市立小・中学校の学区（校区）は以下の通りである。
| 大字         | 番地 | 小学校                 | 中学校                   |
| ------------ | ---- | ---------------------- | ------------------------ |
| 祁答院町下手 | 全域 | 薩摩川内市立大軣小学校 | 薩摩川内市立祁答院中学校 |

## 交通

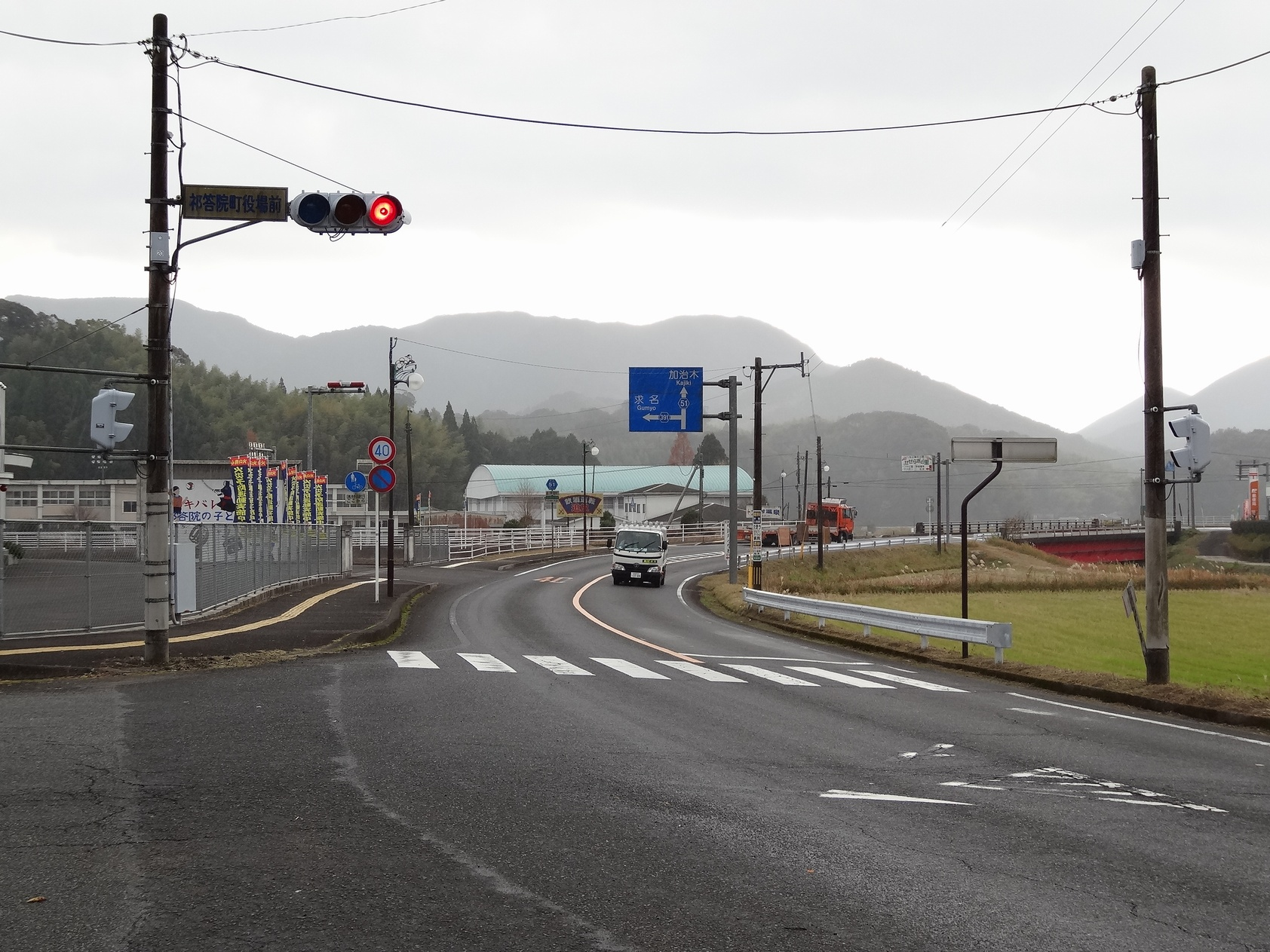
県道51号宮之城加治木線（姶良方面）

### 道路
主要地方道
- 鹿児島県道51号宮之城加治木線

一般県道
- 鹿児島県道333号川内祁答院線
- 鹿児島県道391号下手山田帖佐線
- 鹿児島県道393号原口薩摩山崎停車場線
- 鹿児島県道406号宮之城祁答院線